# Kvinden du gjorde berømt
Kvinden du gjorde berømt (originaltitel: What Price Hollywood?) er en amerikansk dramafilm fra 1932 instrueret af George Cukor. Manuskriptet blev skrevet af Gene Fowler, Rowland Brown, Jane Murfin og Ben Markson og var baseret på en historie af Adela Rogers St. Johns og Louis Stevens.
Filmen har Constance Bennett og Lowell Sherman i hovedrollerne.
Manuskriptforfatterne blev nomineret til en Oscar for bedste historie ved Oscaruddelingen 1932.